# Gnomulus crucifer
Espèce
Gnomulus crucifer est une espèce d'opilions laniatores de la famille des Sandokanidae.

## Distribution
Cette espèce est endémique de Luçon aux Philippines. Elle se rencontre vers Tuba sur le mont Santo Thomas.

## Description
Le mâle holotype mesure 3,12 mm.

## Systématique et taxinomie
Cette espèce a été décrite par Martens et Schwendinger en 1998.

## Publication originale
- Martens & Schwendinger, 1998 : « A taxonomic revision of the family Oncopodidae I. New genera and new species of Gnomulus Thorell (Opiliones, Laniatores). » Revue Suisse de Zoologie, vol. 105, no 3, p. 499–555 (texte intégral).